# Cordell Barker

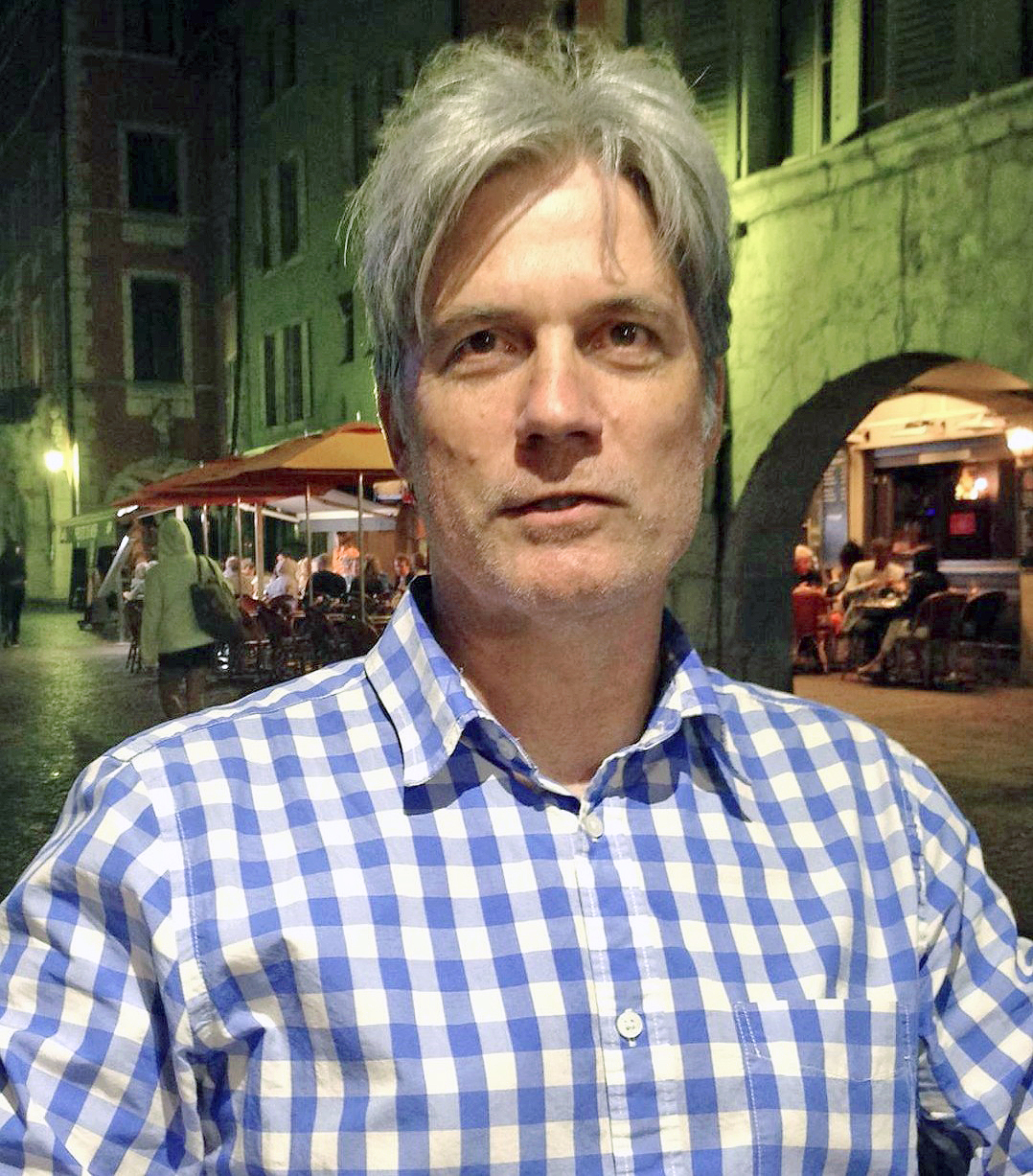
Cordell Barker (2015)

Cordell Barker (* 10. September 1956 in Winnipeg, Manitoba) ist ein kanadischer Animator und Werbezeichner.

## Leben
Barker wuchs in Winnipeg auf und interessierte sich schon früh für Animation. Während der Schulzeit begann er 1974 als Animator bei dem lokalen Studio Kenn Perkins Animation in Winnipeg zu arbeiten. Zu seinen frühen Arbeiten zählten Cel-Paintings unter anderem für die Sesamstraße sowie Arbeiten im Bereich des Werbefilms. Barker verließ Kenn Perkins Animation drei Jahre später und arbeitete als Grafiker.
Er kam 1982 zum National Film Board of Canada, das bereits 1976 ein Studio in Winnipeg eröffnet hatte. Sein erster Film beim NFB wurde 1988 The Cat Came Back, für den er 1989 eine Oscarnominierung in der Kategorie Bester animierter Kurzfilm erhielt. Nach verschiedenen Projekten im Werbefilmbereich, darunter Werbespots für Nike (er repräsentierte Kanada bei Nikes Reihe 180) und Coca-Cola, folgte 2001 mit Strange Invaders ein weiterer Kurzanimationsfilm Barkers, der erneut eine Oscarnominierung erhielt. Die Arbeit an Strange Invaders hatte Barker Anfang der 1990er-Jahre begonnen, als er erstmals Vater wurde.
Erst 2009 veröffentlichte Barker mit Runaway seinen dritten Kurzanimationsfilm, der wie die beiden vorherigen ebenfalls handanimiert wurde. „Den einzigen Vorwurf, den man Cordell Barker, einem der gefeiertsten kanadischen Animatoren machen kann, ist, dass er einfach zu wenig macht, weil der akribische Prozess des Handzeichnens dazu führt, dass neue Projekte Jahre der Fertigstellung benötigen“, so ein Kritiker anlässlich der Aufführung von Runaway auf dem Sundance Film Festival 2010. Im Jahr 2010 wurde Barker als kreativer Berater der Prairie und North West Center des NFB eingestellt und ist seither als Berater des NFB bezüglich Animationsprojekten in Manitoba, Saskatchewan, Alberta, dem Nordwesten Kanadas und Nunavut tätig.
Barkers Filme sind für ihren schneidenden Humor bekannt. „Seine Besonderheit besteht [zudem] darin, dass er die Meinung vertritt, beim Trickfilm käme es mehr auf das Timing, die Geschichte und die Farbe an als auf die Zeichnung selbst.“

## Filmografie
- 1985: Get a Job – nur Animator
- 1988: The Cat Came Back
- 1997: O Canada (TV-Serie)
- 2001: Geschenk des Himmels (Strange Invaders)
- 2009: Runaway
- 2015: If I Was God

## Auszeichnungen
- 1989: Oscarnominierung, Bester animierter Kurzfilm, für The Cat Came Back
- 1989: Genie Award, Bester animierter Kurzfilm, für The Cat Came Back
- 1989: Gewinner der World Animation Celebration für The Cat Came Back
- 2002: Oscarnominierung, Bester animierter Kurzfilm, für Geschenk des Himmels
- 2002: Genie-Award-Nominierung, Bester animierter Kurzfilm, für Geschenk des Himmels
- 2002: Golden Gate Award des San Francisco International Film Festival für Geschenk des Himmels
- 2010: Genie Award, Bester animierter Kurzfilm, für Runaway
- 2016: Nominierung Annie Award, Bester animierter Kurzfilm, für If I Was God